# Стаховцев, Пётр Ефимович
Пётр Ефимович Стаховцев (Стаховцов) (род. 18 июня 1945, деревня Крупец, Добрушский район, Гомельская область, БССР, СССР) — иркутский милиционер, ставший бандитом и убийцей. За совершённые преступления был приговорён к смертной казни, в дальнейшем заменённой на пожизненное заключение. Стаховцев неоднократно заявлял о своей невиновности и подавал прошения об УДО.

## Биография

### Карьера и семья
Родился 18 июня 1945 года в деревне Крупец Добрушского района Гомельской области Белорусской ССР. Его отец Ефим Стаховцов был председателем колхоза, всегда много работал, даже потерял одну руку, став инвалидом труда. Во время войны был связным местного партизанского отряда. За своё участие в войне имел награды. У Ефима Стаховцова было 5 детей. Все сёстры Петра получили педагогическое образование и работали учительницами. Ефим Стаховцов имел судимость за то, что в ходе ссоры застрелил своего биологического отца (который не был женат на его матери и никогда не участвовал в жизни сына). Он был осуждён на 7 лет тюрьмы, из которых отбыл 5, а потом был освобождён по УДО.
Пётр изменил одну букву в своей фамилии и по документам стал Стаховцевым (это было сделано для сокрытия преступной биографии собственного отца). Во время срочной службы в Улан-Удэ Пётр познакомился со своей будущей женой, от которой у него родится сын. Там же Пётр окончил местный ВУЗ по специальности преподаватель истории, а потом — школу милиции. В дальнейшем развёлся с первой женой, женился повторно и жил в Иркутске.
В середине 1980-х годов в одном из районов Иркутска Пётр Стаховцев руководил уголовным розыском. Во время проверки деятельности местной милиции в рабочую группу проверяющих из Москвы включили и Петра Стаховцева. Были выявлены многочисленные нарушения: огромные денежные недостачи, неучтенное оружие, коррупционные схемы по торговле омулем. Многие руководители УВД и прокуратуры были отстранены от работы. Кто-то был отправлен на пенсию, кого-то перевели на другую должность. Уголовных дел по итогам проверки не возбуждалось. Стаховцев утверждает, что вскоре после того, как проверка закончилась и проверяющие уехали в Москву, его серьёзно понизили в должности, переведя в службу вневедомственной охраны при одном из УВД Иркутска.

### Арест, следствие и суд
В июле 1989 года Стаховцев был арестован. Его обвинили в создании банды из 5 человек. Стаховцеву и его сообщникам вменялся ряд ограблений и краж, также банда обвинялась в убийстве 3 человек. По версии следствия, банда планировала нападение на Госбанк в городе Слюдянка. После похищения 11 миллионов советских рублей, грабители планировали захватить расположенный рядом склад со взрывчаткой для местных карьеров. Они планировали и устроить грандиозный взрыв, вызвать таким способом оползень и стереть Слюдянку с лица земли, чтобы скрыть следы преступления. Дело Стаховцева находилось под грифом «Секретно».
Петра Стаховцева судила судья Галина Фёдорова. В её приговоре отмечалось: «В судебном заседании Стаховцев вину не признал и пояснил, что является жертвой оговора иркутской мафии через приставленного к нему Дядченко, его друга Тузовского и родственников Дядченко, что никаких преступлений не совершал, а подвергся преследованию со стороны связанных с мафией лиц из числа руководства УВД и УВО за бескомпромиссную борьбу с ней».
В апреле 1991 года Стаховцев был приговорён к смертной казни. В 1992 году (по другим данным в марте 1993 года) при активном содействии комиссии по помилованию, Борис Ельцин своим указом заменил Стаховцеву расстрел на пожизненное лишение свободы.

### Позднейшие исследования обстоятельств дела
Пётр Стаховцев писал жалобы в разные инстанции, не прекращая заявлять о своей невиновности. Дело Стаховцева серьёзно стали изучать правозащитники, в том числе Лев Левинсон и Валерий Борщёв. Сам Стаховцев утверждает, что был подставлен за своё участие в расследовании против коррумпированных коллег. Лев Левинсон отмечает: «Затем все было нарушено: к нему не допустили адвоката — вплоть до судебного заседания, в котором появилась адвокат по назначению. Взломав дверь в отсутствие домашних, квартиру обыскали и нашли пачку тех же похищенных на складе наркотиков. Его поместили к уголовникам, где жестоко избивали».
В 2013 году адвокат Анатолий Кунягин в сотрудничестве с правозащитной ассоциацией «Агора» изучил дело Стаховцева. По мнению Кунягина: «Я внимательно изучил приговор. И хотя с процессуальной точки зрения он составлен без явных ошибок, в нём очень много спорных моментов. Моё субъективное мнение: Стаховцев был в чём-то замешан. У него было много врагов. Он позволял себе резкие высказывания. Действовал неправильно, допускал много ошибок. Но он не был причастен к убийству».
Николай Китаев, возглавлявший в 1989 году следственную группу по делу Петра Стаховцева, уверенно заявляет, что Стаховцев был виновен во всех предъявленных ему преступлениях. Против обвиняемого были собраны убедительные доказательства, а любые сомнения, по мнению Китаева, легко рассеять, если внимательно изучить материалы дела (которое в дальнейшем было рассекречено). По словам Китаева, Стаховцев действительно входил в рабочую группу, проводившую проверку в иркутской милиции, однако при этом никакой значимой роли он в ней не играл: «был шестёркой, бегал на посылках». Мотива оговорить Стаховцева ни у кого не было. В то же время показания ряда независимых свидетелей изобличили вину Стаховцева.
В июле 2014 года Стаховцев отбыл в колонии 25 лет. В 2015 году ходатайство об УДО Стаховцева подал в мордовский суд адвокат Дмитрий Динзе. В освобождении Стаховцеву было отказано.

## В массовой культуре
- Документальный фильм «Бешеные псы» из цикла «Следствие вели»[4]